# Luknjičarke
Luknjičarke (znanstveno ime Picipes) so rod gliv iz družine luknjark (Polyporaceae).

## Seznam luknjičark Slovenije[2]
- smolasta luknjičarka (Picipes badius)
- mekinasta luknjičarka (Picipes melanopus)